# Nova Nazaré
Nova Nazaré is een gemeente in de Braziliaanse deelstaat Mato Grosso. De gemeente telt 2.955 inwoners (schatting 2009).